# ساندور بالوف
ساندور بالوف (بالمجرية: Balogh Sándor)‏ هو مدرب كرة قدم ولاعب كرة قدم مجري، ولد في 18 مارس 1920 في Gyón ‏ في المجر، وتوفي في 6 فبراير 2000 في بودابست في المجر. شارك مع منتخب المجر لكرة القدم. أما مع النوادي، فقد لعب مع نادي أويبست.

## وصلات خارجية
- ساندور بالوف على موقع قاعدة بيانات كرة القدم.إي يو (الإنجليزية)
- ساندور بالوف على موقع ناشيونال فوتبول تيمز (الإنجليزية)